# گونتر فن هاگنس
گونتر فن هاگنس (انگلیسی: Gunther von Hagens؛ زادهٔ ۱۰ ژانویهٔ ۱۹۴۵) یک آناتومیست نوآور آلمانی است که عمده شهرت خود را مدیون ابداع یک روش «پلاستیکی‌سازی بافت زنده» و ساختن نمونه‌های آناتومیک به نام پلاستینه کردن است